# Swartzia robiniifolia
Swartzia robiniifolia é uma espécie vegetal da família Fabaceae.
Apenas pode ser encontrada na Colômbia.